# Verena Buss
Verena Buss (* 30. September 1944 in Baden-Baden) ist eine deutsche Schauspielerin.

## Leben
Verena Buss erhielt ihre künstlerische Ausbildung bei Eduard Marks in Hamburg. Nahezu gleichzeitig erhielt sie eine Hauptrolle in dem unveröffentlichten Experimentalfilm Sie fanden ihren Weg von Herbert Vesely an der Seite einer weiteren Debütantin, Doris Kunstmann. 1966 begann sie Fernsehfilme zu drehen, nahm ein Engagement am Theater ihrer Heimatstadt Baden-Baden an und erhielt die Hauptrolle der jungen Johanna Benedikt an der Seite von Bruno Ganz in Der sanfte Lauf, einem frühen Produkt des Neuen Deutschen Films.
Trotz regelmäßiger Beschäftigung beim Fernsehen bis in die 80er Jahre hinein blieb Verena Buss primär dem Theater verpflichtet. Engagements führten sie unter anderem an das Theater Basel, die Düsseldorfer Kammerspiele, die Städtischen Bühnen Köln und das Hamburger Thalia Theater. Ihre wichtigsten TV-Verpflichtungen erhielt sie in der zweiten Hälfte der 60er und in den frühen 70er Jahren, als sie zumeist in ambitionierten Fernsehspielen mit zeithistorischem oder literarischem Hintergrund tragende Rollen übernahm. In Die Schlacht bei Lobositz traf sie 1968 erneut auf Bruno Ganz als Partner. Sporadisch trat sie auch in einzelnen Folgen verschiedener Serien wie Butler Parker und Der Fahnder auf.
Verena Buss hat auch Hörfunkaufnahmen gemacht und als Synchronsprecherin gearbeitet. Als Gastdozentin arbeitet sie zudem für die Theaterakademie Stuttgart.

## Filmografie
Fernsehen, wenn nicht anders angegeben
- 1963: Sie fanden ihren Weg (Kino)
- 1966: Der Beginn
- 1966: Der sanfte Lauf (Kino)
- 1967: Die Ungeduldigen
- 1968: Der Schinderhannes
- 1968: Die Schlacht bei Lobositz
- 1968: So eine Liebe
- 1969: Bitte recht freundlich, es wird geschossen
- 1969: Sie schreiben mit – Der Liebesbrief
- 1969: Rebellion der Verlorenen
- 1970: Lieber Erwin
- 1970: Gezeiten
- 1971: Der Babutz
- 1972: Der gute Gott von Manhattan
- 1972: Zwischen den Flügen (eine Folge)
- 1973: Der Menschenfreund
- 1975: Der Gehülfe (Kino)
- 1975: Ein Fall für Männdli – Das Traumauto
- 1977: Der Tod des Camilo Torres, oder: Die Wirklichkeit hält viel aus
- 1978: Alzire oder der neue Kontinent
- 1982: Ein Pariser Abenteuer
- 1982: Falsche Liebe
- 1985: Der Fahnder (eine Folge)
- 1989: Das dicke Kind (Hochschulfilm)
- 2000: Zornige Küsse (Kino)
- 2008: Mein Freund (Hochschulfilm)
- 2013: Pietà (Hochschulfilm)
- 2014: Fahr mit uns zu Linda (Hochschulfilm)
- 2015: SOKO Stuttgart – Das Leben des Brian
- 2016: Mama ich liebe dich (Hochschulfilm)
- 2018: Sohn meines Vaters (Kino)
- 2019: WKV Stuttgart - Stammheim. 100 Sekunden Kunst. Stammheim (Hochschulfilm)
- 2022: Seascape (Kino)
- 2023: SCC - Stuttgart Cancer Center. Image (Hochschulfilm)
- 2023: Pommes und Röstzwiebeln (Hochschulfilm)
- 2024: Brennero (Fernsehserie)